# „La Sărătură”
„La Sărătură” este o arie protejată de interes național ce corespunde categoriei a IV IUCN (rezervație naturală de tip botanic), situată în  județul Bistrița-Năsăud, pe teritoriul administrativ al comunei Șintereag, în apropierea localității Blăjenii de Jos.

## Localizare
Aria naturală se află în partea central-vestică a județului Bistrița-Năsăud și cea nordică a satului Blăjenii de Jos, în apropierea drumului județean(DJ151) care leagă localitatea Șintereag-Gară de municipiul Bistrița

## Descriere
Rezervația naturală a fost declarată arie protejată prin Legea Nr. 5 din 6 martie 2000 publicată în Monitorul Oficial al României Nr. 152 din 12 aprilie 2000 (privind aprobarea planului de amenajare a teritoriului național - Secțiunea a III-a -  arii protejate) și se întinde pe o suprafață de 5 hectare.
Aria protejată se află la aproximativ 2,5 km nord de centrul localității Blăjenii de Jos, într-o zonă sărăturoasă unde se găsește o fântână cu apă sărată construită de prin secolul XIX de către sașii din Blăjenii de Jos și Tărpiu.
Rezervația naturală suprapusă sitului Natura 2000 - „La Sărătură”, este singura rezervație de acest tip din România, în alte țări din regiune (de exemplu Ungaria, Ucraina, Polonia ș.a.) există rezervații de acest tip, dar sunt foarte mici ca și întindere comparativ cu aceasta.

### Floră
În arealul rezervației naturale este semnalată prezanța unei comunități de plante halofile (foarte rare), cunoscută sub denumirea populară de limba peștelui (Armeria sampaioi - sinonim: Armeria maritima Wild), specie vegetală (din familia Plumbaginaceae) aflată pe Lista roșie a IUCN, alături de care mai vegetează coada șoricelului (Achillea millefolium), coamă de aur (Aster linosyris), ghirin (Suaeda maritima), iarbă sărată (Salicornia europaea), lobodă (Atriplex patula), iarba broaștei (Juncus bufonius), șovârvariță (Inula britannica), sică (Limonium gmelinii), troscot (Polygonum aviculare) sau albăstrică (Aster tripolium).

## Atracții turistice
În vecinătatea rezervației naturale se află mai multe obiective de interes turistic (lăcașuri de cult, monumente istorice, arii protejate, zone naturale), astfel:

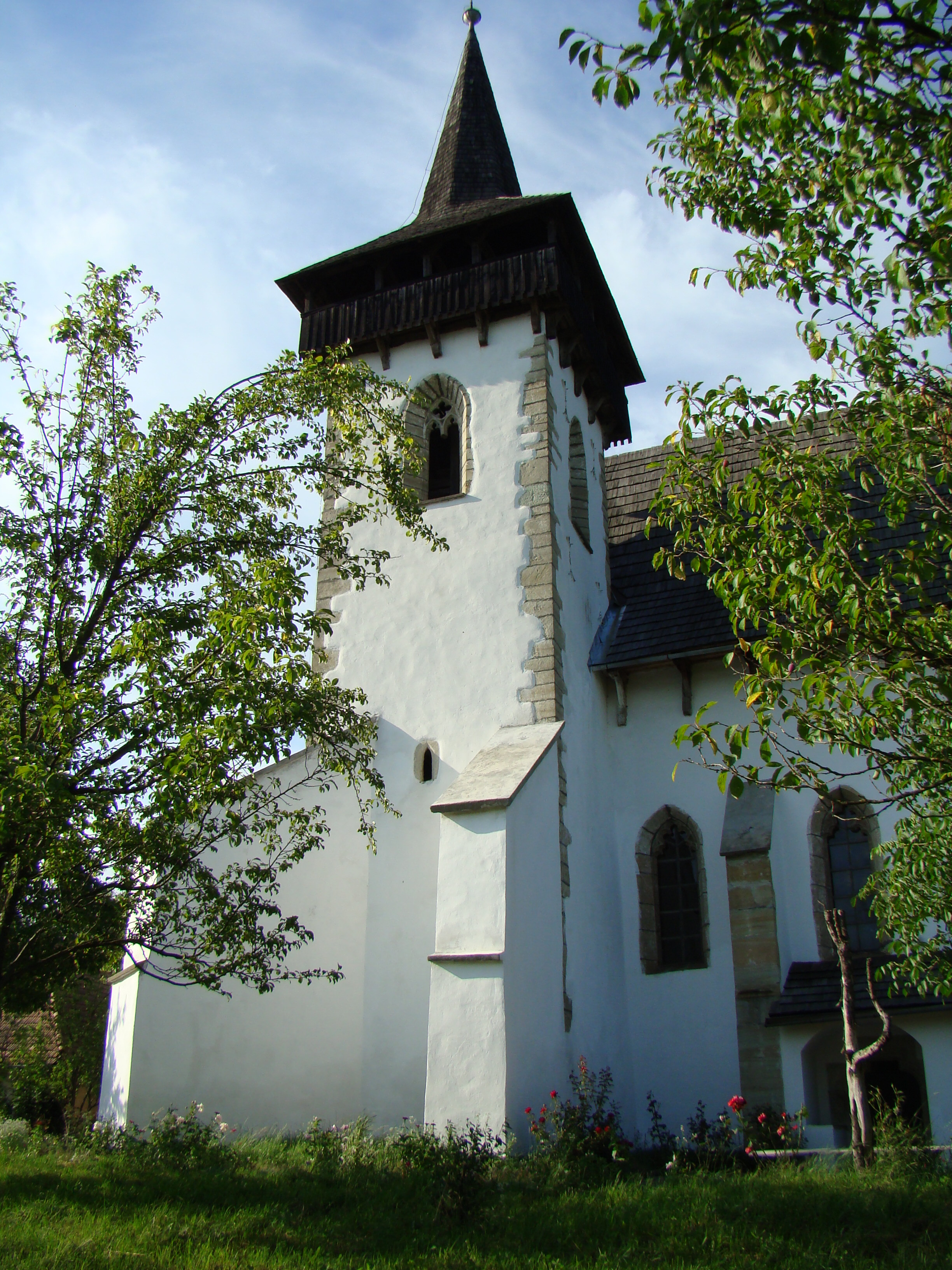
Biserica reformat-calvină din satul Șintereag

- Biserica ortodoxă din satul Șintereag, construcție 1894
- Biserica reformat-calvină din Șintereag, construcție secolul al XIV-lea, monument istoric
- Biserica de lemn "Sfântul Dumitru" din satul Șieu-Sfântu, construcție secolul al XVIII-lea, monument istoric
- Poienile cu narcise din satul Cociu
- Valea Someșului
- Valea Șieului